# Aysheaia
Aysheaia va ser un gènere d'organismes de l'embrancament Lobopodia de cos tou i forma d'eruga amb una longitud mitjana del cos de 1-6 cm. El nom del gènere commemora el cim d'una muntanya anomenat "Ayesha", al nord de la glacera Wapta. Aquest cim va ser anomenat originalment Aysha en els mapes de la regió de 1904, i va ser reanomenat Ayesha després de l'heroïna de la novel·la de Rider Haggard del 1887 She.